# Love Letter (canción de The Blue Hearts)
«Love Letter» (ラプレター Carta de amor?) Fue el sexto sencillo de la banda profesional japonesa The Blue Hearts. Se había lanzado un sencillo como un grupo independiente, haciendo de este el único séptimo sencillo global. La canción fue a vuelta a cortar del tercer álbum del grupo "Train-Train".
"Love Letter" es la primera balada que el grupo lanzó como sencillo. Las partes del video promocional de la canción, que fue filmada en Hawái, se puede ver en la Asamblea General Blue Hearts Kikoenai, historia en video de la banda. La pista del B-side, "Denko Sekka" (电光石火 El Rayo) tenía originalmente un coro en el fondo, en la publicación del sencillo, pero fue eliminado en la versión del CD.